# Котези (Бугојно)
Котези су насељено мјесто у Босни и Херцеговини у општини Бугојно које административно припада Федерацији Босне и Херцеговине. Према попису становништва из 1991. у насељу је живјело 221 становника.

## Становништво
Према попису становништва из 1991. године ту је живело 221 становника. Од тога је 200 Муслимана (90,5%) и 21 Хрват (9,5%).
| Демографија | Демографија | Демографија |
| Година      | Становника  | Становника  |
| ----------- | ----------- | ----------- |
| 1991.       | 221         |             |